# Александрополь (Алтайский край)
Александрополь — упразднённое село в Славгородском районе Алтайского края. Точная дата упразднения не установлена.

## География
Располагалось в 6 км к юго-западу от села Большеромановка.

## История
Основано в 1909 г. В 1928 г. посёлок Александропольский состоял из 36 хозяйств, в составе Больше-Романовского сельсовета Славгородского района Славгородского округа Сибирского края. Последний раз отмечено на карте 1994 г. издания.

## Население
В 1928 году в посёлке проживало 178 человек (87 мужчин и 91 женщина), основное население — украинцы.